# Lavon (Teksas)
Lavon – miasto w Stanach Zjednoczonych, w stanie Teksas, w hrabstwie Collin.